# Nephodia funeralis
Nephodia funeralis är en fjärilsart som beskrevs av W. Warren 1900. Nephodia funeralis ingår i släktet Nephodia och familjen mätare. Inga underarter finns listade i Catalogue of Life.